# Етничко насиље у Јужном Судану (2011—данас)
Племенски сукоби у Јужном Судану су низ међусобних напада између народа Нуер и Мурле у вилајету Џонглеј на истоку земље. Борбе су отпочеле 18. августа 2011. године и још увек су у току. Потенцијални узрок сукоба је крађа стоке.

## Ток сукоба
Током ноћи 18. августа наоружани припадници народа Мурле предвођени својим вођом упали су у округе Пејри и Пулчул насељене већинским народом Нуер. Том приликом убијено је између 125-600 људи, а око 200 је отето. Нападачи су спалили 3.400 кућа и болницу Лекара без граница. Разлог напада је одмазда за крађу око 40.000 грла стоке током јуна месеца.